# Бушвелд
Бушвелд (англ. Bushveld) — субтропический экорегион Южной Африки, саванна, часть велда, обширного засушливого плато в Южной Африке. Экорегион охватывает большую часть провинции Лимпопо и небольшую часть Северо-Западной провинции ЮАР, центральные и северо-восточные районы Ботсваны, а также Южный Матабелеленд и часть Северного Матабелеленда в Зимбабве. Национальный парк Крюгера в ЮАР имеет несколько лагерей в бушвелде.

## География

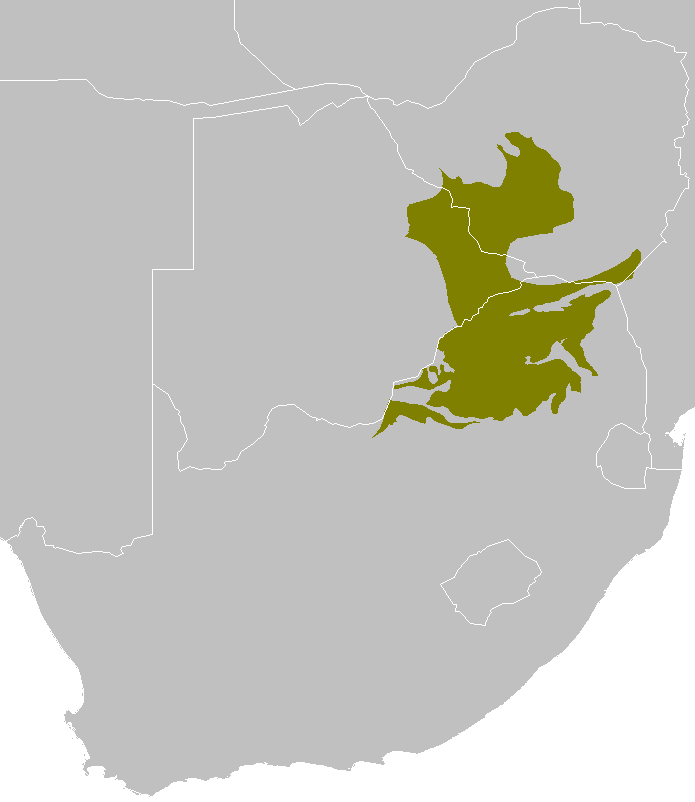
Бушвелд на карте Южной Африки.

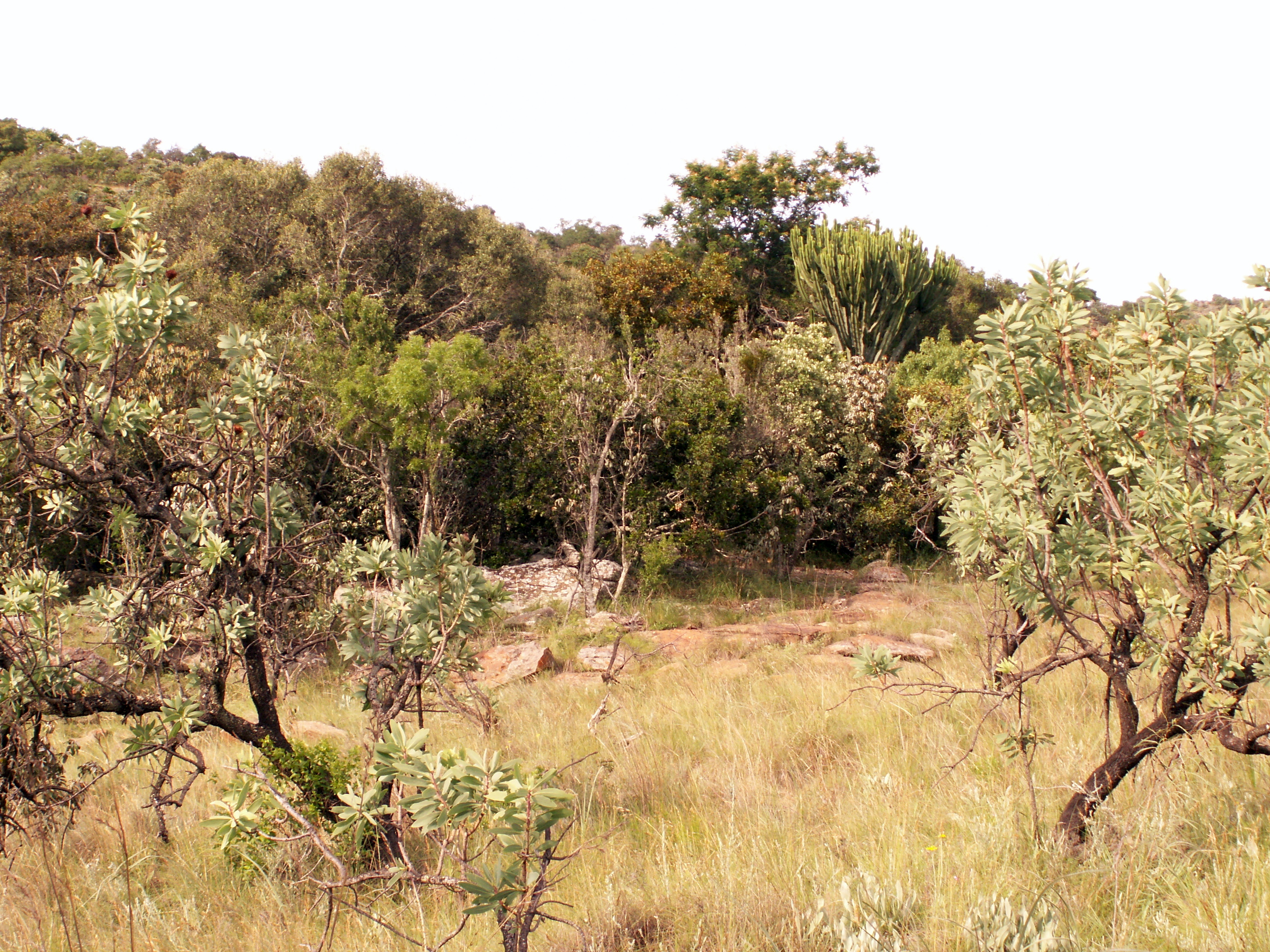
Бушвелд в окрестностях Набоомспруйта (Лимпопо).

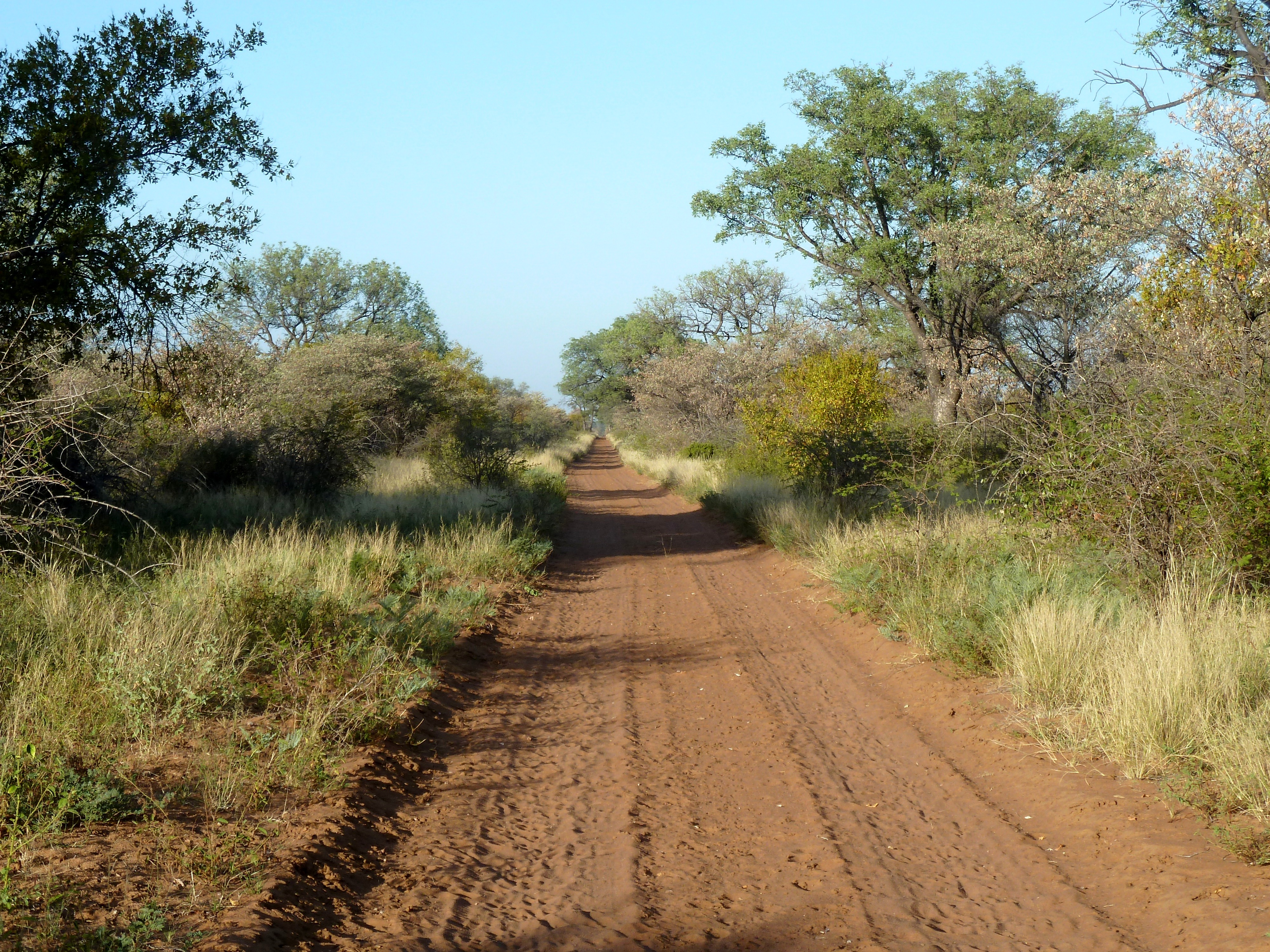
Бушвелд в долине реки Лимпопо.

Высота региона колеблется от 750 до 1400 м над уровнем моря, а годовое количество осадков — от 350 мм на западе до 600 мм в некоторых частях северо-востока. В этом регионе есть четыре значительных горных хребта: Магалисберг, который тянется от Рюстенбурга на западе до Бронкхорстспрёйта на востоке и образует южную границу бушвелда; Драконовы горы, которые формируют восточную границу бушвелда и тянется от Цанена на севере до Эмакхазени на юге; хребет Ватерберх, который находится в середине бушвелда и хребет Саутпансберг, к северу от Луис-Тричарда. Хребет Саутпансберг является самым северным горным массивом ЮАР.

## Флора и фауна
Бушвелд характеризуется обширными заросшими травой равнинами, на которых разбросаны островки густых деревьев и высоких кустарников. Высокие травы бушвелда к зимнему сухому сезону становятся коричневыми или бледными. На нетронутых участках этой среды обитания, таких как большая часть биосферного резервата Ватерберха, обитают многие крупные виды млекопитающих, включая белого носорога, чёрного носорога, жирафа, голубого гну, куду, импалу и множество других видов антилоп и другой дичи.

## Геология
Бушвелд является одним из самых богатых минералами регионов мира. Это связано с магматическим комплексом бушвелда, чрезвычайно богатым геологическим образованием в форме блюдца, которое простирается на более чем 50 тыс. км². Образование содержит большинство мировых запасов полезных ископаемых, таких как андалузит, хром, плавиковый шпат, платина и ванадий. Комплекс включает в себя Меренский риф, который является крупнейшим в мире источником платины, а также металлов платиновой группы.

## Сельское хозяйство
Поскольку большая часть региона, как правило, сухая, бушвелд в основном является регионом мясного скотоводства и промысла диких животных, и только несколько устойчивых к засухе сельскохозяйственных культур, таких как сорго и просо, выращиваются, как правило, на орошаемых землях.